# 耗損平均技術
耗損平均技術（英語：Wear Leveling），又称磨损均衡，是快閃記憶體上的一種抹平技術。快閃記憶體的區塊有抺寫次數的限制，針對同一個單一區塊，進行重複抺除、寫入，將會造成讀取速度變慢，甚至損壞而無法使用。耗損平均技術目的在於平均使用快閃記憶體中的每個儲存區塊，以避免某些“特定”儲存區塊因過度使用而形成壞區塊。
磨损均衡算法通过将写入分配到闪存介质上的多个扇区，控制闪存介质扇区的不均匀“磨损”。磨损均衡算法通常集成在闪存盘控制器的韌體内，如此实现的磨损均衡对操作系统透明。也有实现了磨损均衡的闪存专用档案系统，适用于不提供硬件层面磨损均衡的闪存设备。原则上，磨损均衡算法能使闪存介质上的所有扇区几乎同时达到其耐久限制，从而延长闪存介质的使用寿命。通过使用老化机制，可警告用户何时达到耐久限制，从而提前进行内容备份，防止数据丢失。
耗損平均技術的性能及壽命依賴演算法及控制器的優劣，性能常會在經常多次寫入及剩餘容量很少時下降，有時可以藉由犧牲壽命來增加性能、或以掉速為代價來確保可靠度。

## 动态磨损均衡
动态磨损均衡（英語：Dynamic wear leveling）通过映射表将操作系统的邏輯區塊位址（LBA）链接到闪存上。当操作系统写入数据时，都会更新映射表，将原来的块标记为“无效”数据。每当数据块重新写入闪存时，它都被写入一个新位置，但旧位置处闪存块数据不变，不会有额外的磨损。使用动态磨损均衡的设备比没有磨损均衡的设备使用时间更长，但是即使设备不再使用，仍然有一些块保持活动。

## 静态磨损均衡
静态磨损均衡（英語：static wear leveling），也称为“全区磨损均衡”（global wear leveling），也使用映射表将邏輯區塊位址（LBA）链接到内存地址上。静态磨损均衡与动态磨损均衡的工作原理大致相同。但静态磨损均衡会让一些使用率低的静态的块周期性地移动，从而让这些低使用率的块能够被其他数据使用。这种类似于旋转的效应使SSD能够继续工作，直到大多数块都接近其使用寿命。

## 比较
下表为静态磨损均衡与动态磨损均衡的比较：
|              | 静态磨损均衡           | 动态磨损均衡 |
| ------------ | ---------------------- | ------------ |
| 使用寿命     | 长                     | 短           |
| 性能         | 慢                     | 快           |
| 设计的复杂性 | 较复杂                 | 较简单       |
| 典型的使用   | 固态硬盘，工业级闪存盘 | 消费级闪存盘 |

## 外部連結
- Flash SSD wear-leveling and error-correction description by BiTMICRO.